# Burugrönduva
Burugrönduva (Treron aromaticus) är en fågel i familjen duvor inom ordningen duvfåglar. 

## Utseende och läte
Burugrönduvan är en medelstor (cirka 28 cm) grön duva. Den har grå hjässa (längst fram vitaktig), bjärt gula kanter på vingtäckare och vingpennor samt purpurröda ben. Hanen har en mörkt rödbrun rygg, honan grön. Liknande filippingrönduvan har rött längst in på näbben, mer utbrett och ljusare rödbrunt område på ryggen hos hanen samt blågrå ben. Gråhuvad grönduva har en orangegul fläck på bröstet och rosaröda ben, tjocknäbbad grönduva bar hud runt ögat, rostfärgade undre stjättäckare och röda ben.

## Utbredning och systematik
Fågeln förekommer i södra Moluckerna (Buru), Tanahjampea, Kalao och Kalaotoaöarna. Den behandlas som monotypisk, det vill säga att den inte delas in i några underarter.

### Artstatus
Tidigare betraktades den liksom ett flertal andra arter ingå i Treron pompadoura (som i sig numera urskiljs som ceylongrönduva), och vissa gör det fortfarande.

## Status
Burugrönduvan har en rätt liten världspopulation som uppskattats bestå av mellan 10 000 och 20 000 vuxna individer. Den tros också minska i antal till följd av habitatförlust och hårt jakttryck. Internationella naturvårdsunionen IUCN kategoriserar arten som nära hotad.